# Campionati del mondo di atletica leggera 2009 - 10000 metri piani maschili
La competizione si è svolta con una singola gara il 17 agosto 2009.

## Record
Dopo la competizione questo è il record dei campionati aggiornato (CR).
| Record                | Prestazione | Atleta                  | Data                             | Competizione              |
| --------------------- | ----------- | ----------------------- | -------------------------------- | ------------------------- |
| Record dei campionati | 26'46"31    | Kenenisa Bekele Etiopia | 17 agosto 2009 Berlino, Germania | Campionati del mondo 2009 |

Prima di questa competizione, il record del mondo (WR) e il record dei campionati (CR) erano i seguenti:
| Record                | Prestazione | Atleta                  | Data                             | Competizione              |
| --------------------- | ----------- | ----------------------- | -------------------------------- | ------------------------- |
| Record mondiale       | 26'17"53    | Kenenisa Bekele Etiopia | 26 agosto 2005 Bruxelles, Belgio |                           |
| Record dei campionati | 26'49"57    | Kenenisa Bekele Etiopia | 24 agosto 2003 Parigi, Francia   | Campionati del mondo 2003 |

## Finale
17 agosto, ore 20:50
| Rank    | Nome                      | Nazionalità | Tempo    | Note                                     |
| ------- | ------------------------- | ----------- | -------- | ---------------------------------------- |
| Oro     | Kenenisa Bekele           | Etiopia     | 26'46"31 | Record dei campionati                    |
| Argento | Zersenay Tadese           | Eritrea     | 26'50"12 | Miglior prestazione personale stagionale |
| Bronzo  | Moses Ndiema Masai        | Kenya       | 26'57"39 | Miglior prestazione personale stagionale |
| 4       | Imane Merga               | Etiopia     | 27'15"94 | Miglior prestazione personale            |
| 5       | Bernard Kipyego           | Kenya       | 27'18"47 | Miglior prestazione personale stagionale |
| 6       | Dathan Ritzenhein         | Stati Uniti | 27'22"28 | Miglior prestazione personale            |
| 7       | Micah Kogo                | Kenya       | 27'26"33 | Miglior prestazione personale stagionale |
| 8       | Galen Rupp                | Stati Uniti | 27'37"99 | Miglior prestazione personale stagionale |
| 9       | Kidane Tadasse            | Eritrea     | 27'41"50 | Miglior prestazione personale stagionale |
| 10      | Gebregziabher Gebremariam | Etiopia     | 27'44"04 | Miglior prestazione personale stagionale |
| 11      | Ahmad Hassan Abdullah     | Qatar       | 27'45"03 | Miglior prestazione personale stagionale |
| 12      | Teklemariam Medhin        | Eritrea     | 27'58"89 | Miglior prestazione personale stagionale |
| 13      | Fabiano Joseph Naasi      | Tanzania    | 28'04"32 | Miglior prestazione personale stagionale |
| 14      | Juan Carlos Romero        | Messico     | 28'09"78 | Miglior prestazione personale stagionale |
| 15      | Carles Castillejo         | Spagna      | 28'09"89 |                                          |
| 16      | Dickson Mkami             | Tanzania    | 28'18"00 | Miglior prestazione personale stagionale |
| 17      | Tim Nelson                | Stati Uniti | 28'18"04 |                                          |
| 18      | Juan Luis Barrios         | Messico     | 28'31"40 |                                          |
| 19      | Surendra Kumar Singh      | India       | 28'35"51 | Miglior prestazione personale stagionale |
| 20      | Anatoliy Rybakov          | Russia      | 28'42"28 |                                          |
| 21      | Ezekiel Jafari            | Tanzania    | 28'45"34 |                                          |
| 22      | Martin Toroitich          | Uganda      | 28'49"49 | Miglior prestazione personale stagionale |
| 23      | Rui Pedro Silva           | Portogallo  | 28'51"40 |                                          |
| 24      | David McNeill             | Australia   | 29'18"59 | Miglior prestazione personale stagionale |
| 25      | Yuki Iwai                 | Giappone    | 29'24"12 |                                          |
| -       | Collis Birmingham         | Australia   |          | dnf                                      |
| -       | Ayad Lamdassem            | Spagna      |          | dnf                                      |
| -       | Manuel Ángel Penas        | Spagna      |          | dnf                                      |
| -       | Abebe Dinkesa             | Etiopia     |          | dnf                                      |
| -       | Nicholas Kemboi           | Qatar       |          | dnf                                      |
| -       | Martin Fagan              | Irlanda     |          | dns                                      |